# ロバート・キッパス
ロバート・ジョン・ヘルマン・“ボブ”・キッパス（Robert John Herman "Bob" Kiphuth、1890年11月17日 - 1967年1月7日）は、アメリカ合衆国の競泳監督。国際水泳殿堂表彰者。ニューヨーク州出身。
41年に渡りイェール大学で男子水泳チームの監督を務め、528勝という記録を打ち立てた。またオリンピックアメリカ代表の水泳総監督も5度務めた。日本の水泳監督であった田畑政治とは1931年の日米対抗水上大会以来友人関係にあり、第二次世界大戦後に日本水泳連盟の国際水泳連盟への復帰を働きかけた人物である。

## 経歴
ニューヨーク州エリー郡トナワンダ町生まれ。1918年から1959年にかけてイェール大学の男子水泳チームの監督を務めた。イェール・ブルドックス・スイミング・アンド・ダイビングの監督として528勝12敗という成績を収め、1942年・1944年・1951年・1953年の4度NCAAのタイトルを獲得したことから、史上最も勝利した監督と呼ばれた。経歴の末期には、数年ほどイェール大学のアスレチックディレクターを兼任したが、水泳監督に戻るために退任した。
オリンピックアメリカ代表の水泳総監督も務め、男子・女子双方の監督を経験した。自国開催の1932年ロサンゼルスオリンピックの競泳競技では日本チームに敗北を喫し、「アメリカの水泳界は日本のように統一されておらず各自バラバラに動いているのが敗因である。アメリカは日本の組織力に負けた。」と日本の水泳総監督である田畑政治に語った。
近代スポーツとしての水泳の発展に貢献し、今や標準的な練習法となっている陸上での練習やインターバルトレーニングを導入した。イェール大学の体育学の教授や、雑誌『スイミングワールド』の初代編集者・発行者も務めた。
1963年12月6日、ジョン・F・ケネディと同時にリンドン・ジョンソンから大統領自由勲章を授かった。1965年、国際水泳殿堂に入った。1967年、水泳大会でイェール大学が陸軍士官学校のチームに勝利したのを見届けた後に心臓発作で逝去した。
1968年より全米水泳選手権大会では、高得点を挙げた選手に「キッパス賞」を贈っている。

## 人物
移動や練習中には選手らに団体行動を求め、統制と規律を重んじた。特に選手がプールから無断で上がることを禁じていた。選手の食事管理にも気を配り、普段は新鮮な野菜を取り入れ、大会中の夕食はトーストに半熟卵をトッピングしたものか、コールドビーフ1皿のどちらかを選ばせ、紅茶は1杯までに制限した。また体育教師らしい理論派としての側面も持ち合わせ、経験と観察に裏打ちされた的確な指揮に、選手は誰一人反論できなかった。敗北から学んで日本式の選手強化策を採り、アメリカ水泳界の巻き返しを図った。
厳しさの反面、温厚かつ誠実な人物であり、選手の心を掌握していた。的確な指示を下す一方で、選手1人ひとりの意見・希望・不満を聞く優しさを持っていたのである。日本滞在中には、教え子であるイェール大学の元学生だけでなく、ハーバード大学出身者までもが歓迎会を開いたほどの信頼ある人物であった。
田畑政治はキッパスの印象を「誠にすばらしいスポーツマン」、「スポーツ精神の権化みたいな人」と評し、「キッパス君」と呼んでいた。キッパスと田畑は出会ってすぐに意気投合し、第二次世界大戦中も手紙のやり取りを欠かさなかった。

## 日本との関係
キッパスは日本の水泳界と第二次世界大戦前から親交があった。交流の契機となったのは、1931年に神宮プールで開催予定の第1回日米対抗水上大会で、アメリカ代表の水泳監督としてキッパスの派遣を田畑政治が招請したことである。田畑は1930年にハワイ州で開かれた国際水泳大会に出場した主将の村松正一に、キッパスを監督として派遣するよう交渉してほしいと頼んだ。田畑がキッパスを指名したのは、イェール大学の監督として優れた選手を育成していたことを知っていたからであり、キッパスから何か学ぶことがあるだろう、と考えたことによる。日本側から勝手に監督を指名されたことにアメリカ側は「監督の人選までとやかく言われる筋合いはない」という態度であり、そもそもオリンピック前年（1931年）には国外遠征をしないという内規があったため、日米対抗水上大会への参加に乗り気ではなかった。しかし、オリンピック前にアメリカチームを粉砕し、自信喪失に陥れておきたかった田畑は、督促状をアメリカに送り続けて半ば強引に参加を引き出し、アマチュア運動連合（AAU、全米体育協会とも）のダン・ヘリスやキッパスへ何度も手紙を送り、キッパスを監督にすることに成功した。
1931年、横浜港に降り立ったキッパスは、田畑と初めて対面した。日米対抗水上大会は田畑のもくろみ通り日本が勝利し、キッパスを驚嘆させた。キッパスは日本の強さの要因を次のように分析した。
1. 日本人の体格が先天的に水泳に適している。
2. 選手自らが熱心で、進んで努力している。
3. 役員に指導力があり、水泳愛にあふれている。
4. 日本水上競技連盟の組織が全国的に整っており、国内ファンの関心が高い。

特に最後に挙げた要因は、神宮プールで見た超満員の熱狂する観衆を見てキッパスが感じたことであり、潤沢な資金を選手強化に使っているとキッパスは勘違いした。実際は選手強化費にはそれほど割いておらず、田畑は組織力強化に資金を投入していた。日米対抗水上大会は興行としても成功を収め、アメリカチーム全員の旅費と大会経費を差し引いても、まだ3 - 4年分の選手強化費を賄えるほどの大きな黒字を計上した。ロサンゼルスオリンピックを前に取材を受けたキッパスは「現状では日本に勝てないことを自覚している」、「私は勝敗を予想する元気もない」と語り、田畑の思惑通り自信喪失に陥っていた。
戦後、1948年ロンドンオリンピックには日本の出場が認められず、田畑は日本選手権をオリンピックと同日開催した。この日本選手権で古橋廣之進と橋爪四郎はオリンピック金メダリストの記録を破り、キッパスは「日本水泳界の復活おめでとう」という電報を送った。この祝電は会場の神宮プールでも読み上げられ、観客の拍手を浴びた。また葉室鐵夫は、古橋らの記録を聞いたキッパスが耳をピクッとさせて「日本が来なくて幸いだったよ」と発言したことを外電で伝えた。（キッパス率いるアメリカ代表は、ロンドンオリンピックで大会史上初の男子競泳全種目制覇を達成した。）翌1949年に日本水泳連盟（水連）は国際水泳連盟（FINA）への復帰を許されるが、その背後でキッパスが「水連がFINAの資格停止になっているのは戦中の会費滞納が理由であるから、滞納分さえ納めれば復帰できるのではないか」とFINAに掛け合ったことが影響している。キッパスと田畑の個人的な友情が、他の競技に先駆けて日本の水泳が国際復帰できた要因である。
1950年、古橋廣之進はイェール大学を訪問してキッパスと面会し、その場でジョン・マーシャルとの一騎打ちを打診され、辛勝した。同年、キッパスは日米対抗水上競技のアメリカチーム監督として来日し、多摩川の土手で歓迎会を受けた。この時、日本の監督・松沢一鶴は泥酔して河原に転落、額と頬を負傷したという逸話がある。

## 著書
- 辻富士夫 訳『水泳』大日本雄弁会講談社〈講談社スポーツ叢書〉、1953年、116頁。全国書誌番号:53015119[25]
- ハリー・M・バーク 共著 著、辻富士夫 訳『基本水泳』講談社、1953年3月、123頁。 NCID BN05538359。[26]
- 松延博・春山国広 訳『体力づくりの運動』ベースボール・マガジン社〈スポーツ・ライブラリー 29〉、1966年、224頁。全国書誌番号:66002211[27]

## 関連作品
- いだてん〜東京オリムピック噺〜（2019年、NHK大河ドラマ）